# Kazimír II. Spravedlivý
Kazimír II. zvaný Spravedlivý (1138 – 5. květen 1194) byl polský kníže-senior vládnoucí v letech 1177 až 1194, kníže sandoměřský, mazovský, kališský a hnězdenský, pocházející z rodu Piastovců. Byl nejmladším synem polského knížete Boleslava III. Křivoústého a jeho druhé ženy Salomeny z Bergu.

## Život

### Mládí
Protože se Kazimír narodil těsně před smrtí svého otce Boleslava III. Křivoústého nebo po smrti již jako pohrobek nedostal v Boleslavově testamentu žádný úděl. Žil společně se svou matkou Salomenou z Bergu a nejmladší sestrou Anežkou (narozenou roku 1137) v Łęczyci. Díky svému mládí se vyhnul bojům mezi jeho bratry Boleslavem IV. Kadeřavým, Měškem Starým a nevlastním bratrem Vladislavem II. Vyhnancem. Na tu dobu žil celkem bezstarostným životem.
Salomena z Bergu zemřela roku 1144. Poručníkem se stal jeho bratr Boleslav Kadeřavý, který se o dva roky později stal polským seniorem. Když roku 1154 dosáhl zletilosti měl dostat podle práva jednu ze zemí z Polska. Přesto nedostal nic. Situace se pro Kazimíra zhoršila v roce 1157, kdy se po vítězné výpravě Fridricha I. Barbarossy musel Kazimír odebrat do Německa jako rukojmí. Jak dlouho byl jako rukojmí se však neví. V Polsku se nacházel určitě před 21. květnem 1161, kdy je uváděn na listině společně s bratry Boleslavem IV. Kadeřavým a Jindřichem Sandoměřským.

### První vzpoura Kazimíra
V roce 1166 zemřel při výpravě Jindřich Sandoměřský. Podle práva měla země Sandoměřská připadnout Kazimírovi. Místo toho však zemi získal Boleslav IV. Kadeřavý. To vyprovokovalo jeho bratra Kazimíra. Na jeho stranu se postavil i Měšek. V únoru 1168 zvolili za sandoměřského knížete Kazimíra. K válce proti Boleslavovi ale nedošlo, protože Boleslav podstoupil podmínky. Kazimír dostal Wiślicu, sám Boleslav si nechal Sandoměř a okolí, a Měšek zbytek.

### Druhá vzpoura Kazimíra
Roku 1177 propukla proti Měškovi vzpoura. Hlava vzpoury byl určitě nejmladší syn Boleslava III. Křivoústého, Kazimír. Mimo něho se vzpoury zúčastnil i jeho syn Odon, který měl být na přání otce knězem. Dalším vzbouřencem byl Boleslav I. Vysoký, který byl po Měškovi nejstarším Piastovcem a viděl se jako nový senior. Kazimír udělil Boleslavovi Slezsko v léno a Odonovi Velkopolsko. Hlavně ve Slezsku byl problém, protože polovinu Slezska držel jeho syn Jaroslav Opolský a bratr Měšek Křivonohý. Po tom co se dozvěděli o vzpouře, postavili se na stranu Měška Starého. Boleslav byl poražen a do Krakova dorazil pouze jako vyhnnec.

### Senior
Ještě roku 1177, odevzdal kvůli míru Měškovi I. Křivonohému Osvětimsko a Bytomsko. Dále donutil Boleslava I. Vysokého, aby vydělil svému bratrovi Konrádovi Hlohovskému úděl. Aby zajistil nástupnictví svým potomkům, podařilo se mu dosáhnout primogenitury, která vydržela přes sto let, než bylo obnoveno Polské království.
Měšek III. Starý se však snažil, aby se mohl vrátit do země. Měšek utekl nejprve do Čech, kde žádal o pomoc svého zetě Soběslava II. Ten mu pomoc nenabídl a Měšek se tak obrátil na Říši. Fridrich I. Barbarossa mu pomoc nabídl za 10 000 hřiven stříbra. Měšek by mu tuto sumu nebyl schopen splatit, a tak utekl za svým druhým zetěm Bogislavem. Ten mu již pomoc poskytl a Měšek se po bojích se synem Odonem mohl vrátit do Velkopolska. Měšek se stále snažil stát se krakovským knížetem. V roce 1184 se snažil vytvořit spojenectví s Jindřichem VI. Štaufským, synem císaře Fridricha I. Barbarossy, a nabídl mu sumu peněz. Kazimír to očekával a nabídl císaři ještě větší sumu.

### Mazovským knížetem
V roce 1186 zemřel Lešek Mazovský. Protože zemřel bez potomků, dle dohody připadlo Mazovsko Kazimírovi. To se nelíbilo Měšekovi III. Starému, který získal Kujavsko a předal ho svému synovi Boleslavovi.

### Zahraniční politika
Zahraniční politika za časů Kazimíra byla obrácena především na Kyjevskou Rus. Aby se s ní spojil, provdal svojí dceru za Vsevolda IV. Kyjevského. První významný zásah do ruské politiky, se stal v roce 1180, kdy začal spor mezi Vasylem a Leškem Mazovským. Výprava se pro Kazimíra stala úspěšnou, protože dobyl Volodymyr a Brest. Válka trvala až do roku 1189, kdy se císař Fridrich I. Barbarossa rozhodl obnovit autoritu Kyjevské Rusi.

### Střídání na trůně
Ruské politiky využil Měšek III. Starý, který se zmocnil Krakovska. Ihned prohlásil za nástupce svého syna Měška. Když se Kazimír vrátil z Ruska, Měšek bez boje utekl do Velkopolska. Další tři roky pak Kazimír vládl, než neočekávaně zemřel.